# Hoplestigma pierreanum
Hoplestigma pierreanum är en strävbladig växtart som beskrevs av Ernest Friedrich Gilg. Hoplestigma pierreanum ingår i släktet Hoplestigma och familjen strävbladiga växter. Inga underarter finns listade i Catalogue of Life.